# Seretse Cannonier
Seretse Cannonier (* 27. Mai 1976) ist ein ehemaliger Fußballspieler von St. Kitts und Nevis.

## Karriere

### Verein
Er spielte mindestens ab der Saison 1997/98 beim Newtown United FC, wo er im Sommer 2013 seine Karriere beendete.

### Nationalmannschaft
Er hatte seinen ersten bekannten Einsatz für die Nationalmannschaft von St. Kitts und Nevis am 23. Juni 1996 bei einem 2:2 zuhause gegen St. Vincent und die Grenadinen während der Qualifikation für die Weltmeisterschaft 1998 ab der 65. Minute. Bis September 2006 kam er auf 18 Einsätze (vorwiegend 2004 bis 2006).